# ایران در ۲۰۰۹
ایران در ۲۰۰۹ گاه‌شماری از مهم‌ترین رویدادها در سال ۲۰۰۹ در کشور ایران است.

## حاکمان
- مقام معظم رهبری: علی خامنه ای
- رئیس‌جمهور: محمود احمدی‌نژاد
- معاون رئیس‌جمهور:
  - تا ۲۵ تیر: پرویز داودی
  - ۱۷–۲۵ جولای: اسفندیار رحیم مشایی
  - شروع ۱۳ شهریور: محمدرضا رحیمی
- رئیس دادگستری: محمود هاشمی شاهرودی (تا ۳۰ خرداد)، صادق لاریجانی (از ۳۰ خرداد)

## رویدادها

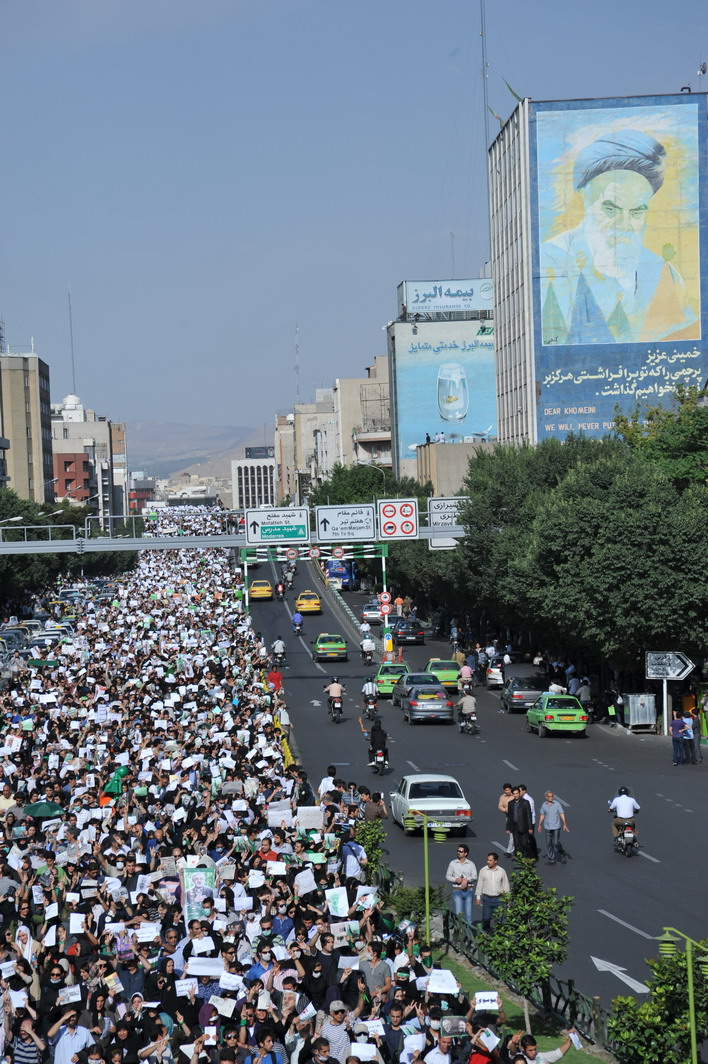
معترضان در تهران در جریان اعتراضات انتخاباتی ایران در سال ۲۰۰۹، ۱۶ ژوئن ۲۰۰۹

- ۱۱ بهمن - اولین ماهواره ساخت داخل ایران به نام امید پرتاب شد.[۱]
- ۷ مارس - مراکش روابط دیپلماتیک خود را با ایران قطع کرد.[۲]
- ۱۸ مارس - دزدان دریایی سومالیایی یک کشتی ماهیگیری ایرانی را در خلیج عدن ربودند.[۳]
- آوریل ۱۸ - روزنامه‌نگار ایرانی-آمریکایی رکسانا صابری متهم به جاسوسی شد و تا سال ۲۰۱۷ در ایران زندانی شد.[۴]